# Ишорай
Ишорай (лит. Išorai) — деревня в Ионавском районе Каунасского уезда Литвы.

## География
Деревня находится в 10 км на юго-запад от районного центра Ионавы, у шоссе Даугавпилс — Каунас — Ионава. В ней начинается дорога Ишорай — Будос III. Имеются 13 небольших улиц.

## История
Первое упоминание о деревне относится к 1744 году. Во советское время Ишорай был центром Свилонского района (существовал в 1958—1963 годах), а также входил в состав Калненского совхоза.

## Население
В 1923 г. проживало 125, 1959 г. — 67, 1970 г. — 117, 1979 г. — 393, 1989 г. — 361, 2001 г. — 437, а в 2021 году 401 житель.

## Социальная инфраструктура
Имеются медицинский пункт, начальная школа (основана в 1993 г.), библиотека.